# Voodoo Lounge
Voodoo Lounge je 20. studijski album grupe The Rolling Stones. Album je njihovo prvo izdanje za izdavačku kuću Virgin Records, a ujedno je i njihov prvi album na kojem nema jednog od osnivača grupe, basista Billa Wymana koji je grupu napustio početkom 1993.

## Popis pjesama
1. "Love Is Strong" - 3:50
2. "You Got Me Rocking" - 3:35
3. "Sparks Will Fly" - 3:16
4. "The Worst" - 2:24
5. "New Faces" - 2:52
6. "Moon Is Up" - 3:42
7. "Out of Tears" - 5:27
8. "I Go Wild" - 4:23
9. "Brand New Car" - 4:15
10. "Sweethearts Together" - 4:45
11. "Suck on the Jugular" - 4:28
12. "Blinded by Rainbows" - 4:33
13. "Baby Break It Down" - 4:09
14. "Thru and Thru" - 6:15
15. "Mean Disposition" - 4:08

## Singlovi
- "Love Is Strong"
- "You Got Me Rocking"
- "Out Of Tears"
- "You Got Me Rocking"
- "Sparks Will Fly"
- "I Go Wild"

## Izvođači
- Mick Jagger - pjevač, gitara, usna harmonika
- Keith Richards - gitara, bas-gitara
- Charlie Watts - bubnjevi
- Ron Wood - gitara

## Top ljestvice

### Album
| Godina | Ljestvica                              | Pozicija |
| ------ | -------------------------------------- | -------- |
| 1994.  | UK Top Ljestvica Albuma                | #1       |
| 1994.  | Billboard 200                          | #2       |
| 1994.  | Australska Top Ljestvica Albuma (ARIA) | #1       |

### Singlovi
| Godina | Singl                | Ljestvica              | Pozicija |
| ------ | -------------------- | ---------------------- | -------- |
| 1994.  | "Love Is Strong"     | Mainstream Rock Tracks | #2       |
| 1994.  | "You Got Me Rocking" | Mainstream Rock Tracks | #2       |
| 1994.  | "Out Of Tears"       | Mainstream Rock Tracks | #14      |
| 1995.  | "Sparks Will Fly"    | Mainstream Rock Tracks | #30      |
| 1995.  | "I Go Wild"          | Mainstream Rock Tracks | #20      |

## Vanjske poveznice
- allmusic.com  Arhivirana inačica izvorne stranice od 30. ožujka 2021. (Wayback Machine) - Voodoo Lounge